# Konventionen i Moss

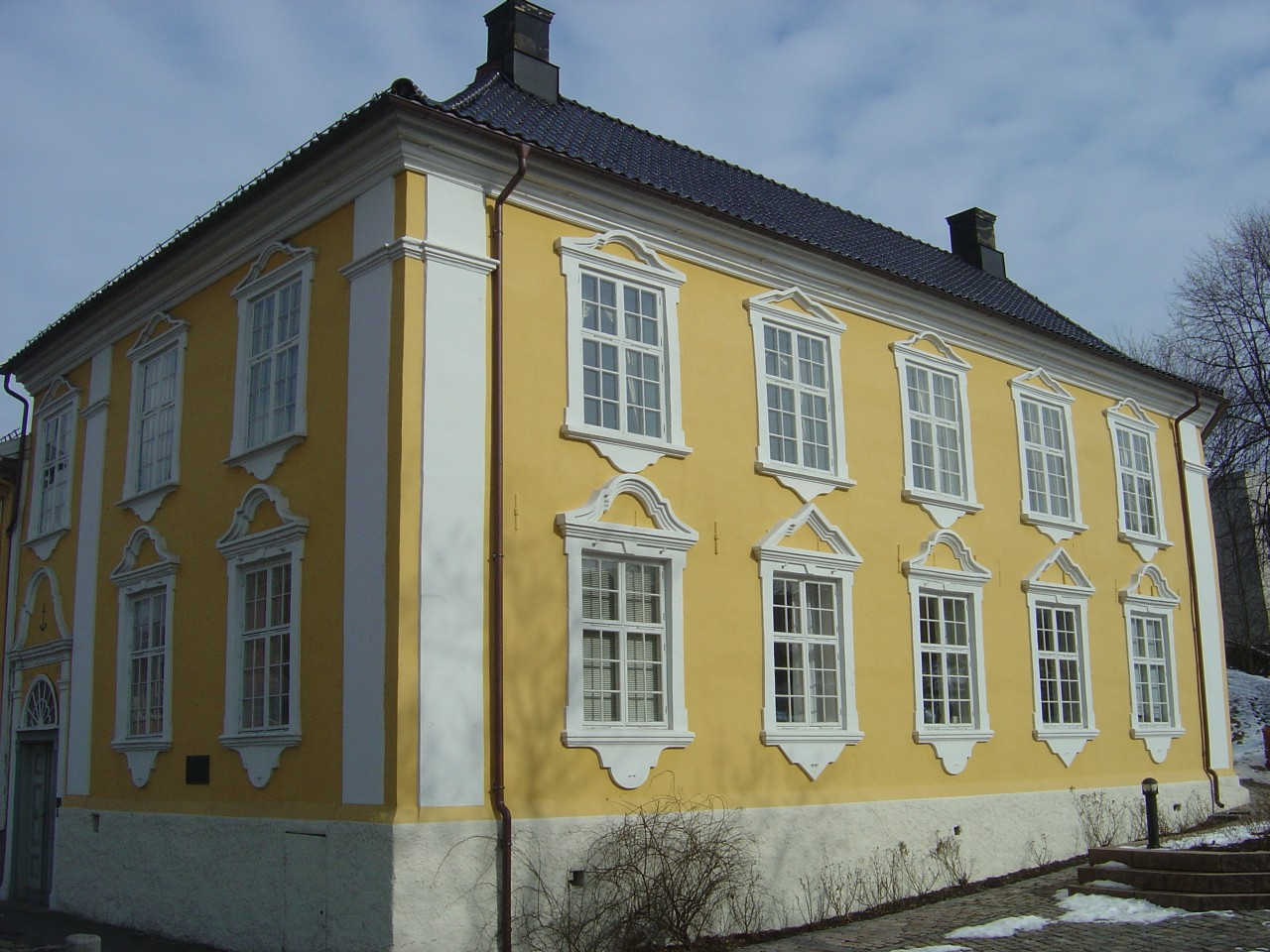
Moss Järnverks administrationsbyggnad, känd som "Konventionsgården", där konventionen framförhandlades och undertecknades.

Konventionen i Moss var ett fredsavtal mellan Sverige och Norge, som undertecknades i Moss den 14 augusti 1814 efter fälttåget mot Norge, ett kort krig på grund av Norges krav på självständighet i strid mot den union som Danmark och Sverige enats om i freden i Kiel. Konventionen blev i praktiken ett eldupphöravtal mellan den svenska kungen och det norska Stortinget. De facto utgjorde även konventionen ett fredsavtal och grunden för unionen mellan Sverige och Norge som varade fram tills Norge förklarade sig självständigt år 1905.

## Kriget
Efter Napoleons krig 1814 befann sig Danmark-Norge på förlorarnas sida. Vid freden i Kiel, som undertecknades den 14 januari 1814, kom Norge att tillhöra kungen av Sverige. I ett försök att påverka dess öde samlade norrmännen en konstitutionell församling vid Eidsvoll och undertecknade Norges konstitution den 17 maj 1814. En dansk prins, Kristian Frederik, valdes vid samma tillfälle till kung. 
Den svenska kungen Karl XIII förkastade tanken på ett självständigt Norge och drog den 26 juli samma år ut på ett fälttåg som resulterade i en attack på ön Hvaler och på staden Fredrikstad. Den svenska armén var numerärt överlägsen, bättre utrustad och tränad samt leddes av en av Napoleon I:s främsta generaler, den nyutnämnda svenska kronprinsen Jean Baptiste Bernadotte. En vapenvila slöts den 14 augusti 1814 i Moss.

## Konventionen
Under fredsförhandlingarna lovade Kristian Frederik att avstå från kravet på den norska tronen och att återvända till Danmark om Sverige accepterade den norska konstitutionen och en löst sammansatt union. Mosskonventionen innehöll fyra dokument, alla skrivna på franska med följande huvudpunkter: 
- Avtalet ingicks mellan den svenska kronprinsen, Jean Baptiste Bernadotte, på den svenska kungens vägnar och det norska Stortinget. Eftersom svenskarna inte erkände Kristian Frederiks krav på den norska tronen, var han inte heller en av avtalets parter.
- Det norska Stortinget skulle samlas i slutet av september eller i början av oktober för att ratificera konventionen.
- Den svenska kungen accepterade den norska konstitutionen vars ändringar endast anpassades till unionen med Sverige. Alla ändringar skulle godkännas av den norska regeringen.
- Kristian Frederik skulle avstå från alla krav på den norska tronen samt lämna Norge.

## Konsekvenser
Ett storting samlades i Kristiania och beslutade att Norge skulle förenas med Sverige såsom "ett fritt, självständigt rike under en konung". Karl XIII godkände Norges grundlag med vissa ändringar och valdes till Norges kung den 4 november 1814. Unionen mellan Sverige och Norge godkändes av Europas makter på den stora kongressen i Wien 1814–1815.
Norrmännen var till en början chockade över regeringens eftergifter och när den svenska generalen Magnus Björnstjerna, som hade lett de svenska förhandlingarna, anlände till Kristiania, fick han ett väldigt svalt mottagande. Norrmännen var förbittrade på sina ledare och vad de ansåg vara ett ryggradslöst militärt försvar. 
Efter ett tag skiftade dock opinionen. Konventionen var en betydande förbättring jämfört med det som hade föreskrivits Danmark/Norge vid freden i Kiel. Anmärkningsvärt var att Norge inte längre skulle vara en erövring tillhörande den svenska kungen, utan vara en jämbördig part i en personalunion. Både substansen och principen av den norska konventionen accepterades, och Norge fick behålla sitt storting och sina egna institutioner. 